# Blaž Božič
Blaž Božič (Lubiana, 23 ottobre 1990) è un calciatore sloveno, centrocampista del Thal/Assling.

## Carriera

### Club

#### Interblock Lubiana
Cresciuto calcisticamente nello Svoboda, squadra di Lubiana, nel 2007 passa ad un altro club della capitale slovena, l'Interblock, con il quale, dopo un anno nelle giovanili, fa il suo esordio nel calcio il 13 settembre 2008 in uno 0-0 in trasferta contro il Celje in campionato. Il 20 aprile 2009 segna il suo primo gol in carriera, quello dell'1-1 nella vittoria casalinga in campionato per 3-1 sul Primorje. Con i rossoneri gioca due stagioni, vincendo la Coppa di Slovenia alla prima, e totalizzando 52 presenze e una rete.

#### Olimpia Lubiana
A luglio 2010 passa all'Olimpia Lubiana, con cui debutta appena arrivato, il 1º luglio, nell'andata del 1º turno preliminare di Europa League in casa contro i bosniaci dello Široki Brijeg, perdendo per 2-0. La prima in campionato la gioca invece il 14 agosto sul campo del Celje, pareggiando per 1-1. Segna la sua prima rete alla terza stagione, il 29 luglio 2012, nella gara casalinga di campionato contro il Gorica, persa per 3-1, nella quale segna il gol che fissa il risultato. Rimane all'Olimpia Lubiana per 5 stagioni, concludendo nel 2015 con 82 partite giocate e 2 gol.

#### Schwaz
Per la stagione 2015-2016 prova per la prima volta un'esperienza all'estero, trasferendosi in Austria, allo Schwaz, in Regionalliga, terza serie austriaca. Esordisce il 24 luglio 2015, alla prima di campionato in casa contro il Kitzbühel, sfida vinta per 3-0. Termina anzitempo la sua avventura, andando via a febbraio dopo aver giocato 6 gare.

#### Sencur
A fine febbraio 2016 ritorna in patria, al Šenčur, in Druga slovenska nogometna liga, la seconda serie locale. Nei poco più di 4 mesi di permanenza gioca 11 partite senza però riuscire ad evitare la retrocessione della sua squadra in Tretja slovenska nogometna liga.

#### Cordenons
Nell'agosto 2016 va a giocare in Italia, ai friulani del Cordenons, neopromossi in Serie D. Debutta il 9 ottobre in campionato nella vittoria per 3-2 in casa sull'Abano. Il 20 novembre segna il primo gol, quello del momentaneo 1-1 nella sconfitta per 4-1 in trasferta contro il Legnago in Serie D.

### Nazionale
Nel 2009 ottiene 2 presenze con la Nazionale slovena Under-19 in amichevole, contro Russia e Olanda. Il 16 novembre 2010 esordisce in Under-21, in un'amichevole persa 2-1 in trasferta contro la Croazia. Poco meno di un anno dopo, il 6 settembre 2011 gioca la prima ufficiale nelle qualificazioni all'Europeo Under-21 2013 vincendo 2-0 in casa contro l'Ucraina. Chiude con l'Under-21 nel 2012 avendo ottenuto 5 apparizioni totali.

## Statistiche

### Presenze nei club
Statistiche aggiornate al 21 maggio 2017.
| Stagione                  | Squadra                   | Campionato                | Campionato | Campionato | Coppe nazionali | Coppe nazionali | Coppe nazionali | Coppe continentali | Coppe continentali | Coppe continentali | Altre coppe | Altre coppe | Altre coppe | Totale | Totale | Totale |
| Stagione                  | Squadra                   | Comp                      | Pres       | Reti       | Comp            | Pres            | Reti            | Comp               | Pres               | Reti               | Comp        | Pres        | Reti        | Pres   | Reti   |        |
| ------------------------- | ------------------------- | ------------------------- | ---------- | ---------- | --------------- | --------------- | --------------- | ------------------ | ------------------ | ------------------ | ----------- | ----------- | ----------- | ------ | ------ | ------ |
| 2008-2009                 | Interblock                | PSNL                      | 20         | 1          | PNZS            | 4               | 0               | -                  | -                  | -                  | SS          | 0           | 0           | 24     | 1      |        |
| 2009-2010                 | Interblock                | PSNL                      | 24+2       | 0+0        | PNZS            | 2               | 0               | -                  | -                  | -                  | SS          | 0           | 0           | 28     | 0      |        |
| Totale Interblock Lubiana | Totale Interblock Lubiana | Totale Interblock Lubiana | 46         | 1          | -               | 6               | 0               | -                  | 0                  | 0                  | -           | 0           | 0           | 52     | 1      |        |
| 2010-2011                 | Olimpia Lubiana           | PSNL                      | 18         | 0          | PNZS            | 3               | 0               | UEL                | 2                  | 0                  | -           | -           | -           | 23     | 0      |        |
| 2011-2012                 | Olimpia Lubiana           | PSNL                      | 20         | 0          | PNZS            | 0               | 0               | UEL                | 3                  | 0                  | -           | -           | -           | 23     | 0      |        |
| 2012-2013                 | Olimpia Lubiana           | PSNL                      | 21         | 2          | PNZS            | 1               | 0               | UEL                | 1                  | 0                  | SS          | 0           | 0           | 23     | 2      |        |
| 2013-2014                 | Olimpia Lubiana           | PSNL                      | 5          | 0          | PNZS            | 1               | 0               | -                  | -                  | -                  | SS          | 0           | 0           | 6      | 0      |        |
| 2014-2015                 | Olimpia Lubiana           | PSNL                      | 6          | 0          | PNZS            | 1               | 0               | -                  | -                  | -                  | -           | -           | -           | 7      | 0      |        |
| Totale Olimpia Lubiana    | Totale Olimpia Lubiana    | Totale Olimpia Lubiana    | 70         | 2          | -               | 6               | 0               | -                  | 6                  | 0                  | -           | 0           | 0           | 82     | 2      |        |
| 2015-feb.2016             | Schwaz                    | RLW                       | 6          | 0          | ÖFB-C           | 0               | 0               | -                  | -                  | -                  | -           | -           | -           | 6      | 0      |        |
| feb.-giu. 2016            | Šenčur                    | DSNL                      | 11         | 0          | PNZS            | 0               | 0               | -                  | -                  | -                  | -           | -           | -           | 11     | 0      |        |
| 2016-2017                 | Cordenons                 | D                         | 15+1       | 1+0        | CID             | 0               | 0               | -                  | -                  | -                  | -           | -           | -           | 16     | 1      |        |
| Totale carriera           | Totale carriera           | Totale carriera           | 149        | 4          | -               | 12              | 0               | -                  | 6                  | 0                  | -           | 0           | 0           | 167    | 4      |        |

### Cronologia presenze e reti in nazionale
| Cronologia completa delle presenze e delle reti in nazionale ― Slovenia under 21 | Cronologia completa delle presenze e delle reti in nazionale ― Slovenia under 21 | Cronologia completa delle presenze e delle reti in nazionale ― Slovenia under 21 | Cronologia completa delle presenze e delle reti in nazionale ― Slovenia under 21 | Cronologia completa delle presenze e delle reti in nazionale ― Slovenia under 21 | Cronologia completa delle presenze e delle reti in nazionale ― Slovenia under 21 | Cronologia completa delle presenze e delle reti in nazionale ― Slovenia under 21 | Cronologia completa delle presenze e delle reti in nazionale ― Slovenia under 21 |
| Data                                                                             | Città                                                                            | In casa                                                                          | Risultato                                                                        | Ospiti                                                                           | Competizione                                                                     | Reti                                                                             | Note                                                                             |
| -------------------------------------------------------------------------------- | -------------------------------------------------------------------------------- | -------------------------------------------------------------------------------- | -------------------------------------------------------------------------------- | -------------------------------------------------------------------------------- | -------------------------------------------------------------------------------- | -------------------------------------------------------------------------------- | -------------------------------------------------------------------------------- |
| 16-11-2010                                                                       | Zaprešić                                                                         | Croazia under 21                                                                 | 2 – 1                                                                            | Slovenia under 21                                                                | Amichevole                                                                       | -                                                                                | 46’                                                                              |
| 6-9-2011                                                                         | Ptuj                                                                             | Slovenia under 21                                                                | 2 – 0                                                                            | Ucraina under 21                                                                 | Qual. Europeo Under-21 2013                                                      | -                                                                                | 80’                                                                              |
| 29-2-2012                                                                        | Nova Gorica                                                                      | Slovenia under 21                                                                | 2 – 2                                                                            | Norvegia under 21                                                                | Amichevole                                                                       | -                                                                                |                                                                                  |
| 5-6-2012                                                                         | Ptuj                                                                             | Slovenia under 21                                                                | 1 – 1                                                                            | Finlandia under 21                                                               | Qual. Europeo Under-21 2013                                                      | -                                                                                | 84’                                                                              |
| 6-9-2012                                                                         | Maribor                                                                          | Slovenia under 21                                                                | 2 – 1                                                                            | Svezia under 21                                                                  | Qual. Europeo Under-21 2013                                                      | -                                                                                | 68’                                                                              |
| Totale                                                                           |                                                                                  | Presenze                                                                         | 5                                                                                |                                                                                  | Reti                                                                             | 0                                                                                |                                                                                  |

## Palmarès

### Club
- Coppa di Slovenia: 1

Interblock: 2008-2009